# Radu Rosetti
Radu Rosetti (franțuzit Rodolphe Rosetti; n. 14 septembrie 1853, Iași, Moldova – d. 12 februarie 1926, București, România) a fost politician, istoric, genealogist, scriitor român, tatăl generalului Radu R. Rosetti și un membru proeminent al familiei Rosetti.

## Repere biografice
Părinții săi au fost logofătul Răducanu Rosetti „cel tânăr” și domnița Aglaia Ghica, cea mai mare fiică din a doua căsătorie a domnitorului Moldovei, Grigore Alexandru Ghica cu Ana Catargiu.
Copilăria și tinerețea și le-a petrecut la Căiuți și Pralea (lângă Onești), la moșia părinților săi.
Studiile și le-a făcut în Elveția și Franța, a obținut bacalaureatul în științe în 1873.
Întors în țară după moartea tatălui său (decedat în 1872), Radu Rosetti va prelua moșia de la Căiuți.
În 1888 este nevoit să înstrăineze moșia și se mută la Târgu Ocna, în fosta casă a lui Costache Negri, apoi la Bacău.
S-a căsătorit la 9 iulie 1876 cu Smaranda (Emma) Bogdan. Împreună au avut 4 copii: Radu (istoric, general), Henri (licențiat în drept), Eugeniu (ziarist, călător pasionat) și Magdalena (căsătorită Beldiman).
A avut o carieră politică scurtă, fiind prefect de Roman (1889) și Brăila (octombrie 1892), deputat în mai multe legislaturi (în aprilie 1891 a devenit deputat de Fălciu în Colegiul III), director general al închisorilor (1895), director al departamentului „Lucrări speciale și istorice” în Ministerul de Externe, membru în delegația pentru stabilirea frontierelor cu Ungaria.
Bun povestitor, fin, ironic și cu umor a publicat studii de istorie, genealogie, istorie socială, comentarii politice și pagini de literatură în volume și în prestigioase publicații ale vremii.
„Cu paloșul”, romanul său de debut, s-a bucurat de un mare succes de public, fiind premiat în 1906 de către Academia Română

## Lucrări literare
- „Cu paloșul: poveste vitejească”, Ed. primă, București, 1905
- „Povești moldovenești”, Iași: Editura Viața Românească, 1920
- „Alte povești moldovenești”, Iași: Editura Viața Românească, 1921
- „Amintiri”, Ediție princeps, vol. 1-3, Iași: Editura Viața Românească; București: Editura Cultura românescă, 1925-1927; Reeditare Editura Humanitas, 2011, 292 pagini, ISBN 978-973-50-2925-8; 2013, 672 pagini, Colecția Humanitas Clasic, ISBN 9789735039677

## Articole și publicații
- „La Roumanie et les Juifs”, I. V. Socecu, Bucharest: Verax, 1903
- „Cauzele răsboiului(sic!)” București, Institutul de Arte Grafice "Carol Göbl", 1904
- „Pământul, sătenii și stăpânii în Moldova”, Tomul I : Dela origini până la 1834 București : Editura Librăriei Socec , 1907
- „Pentru ce s-au răsculat țăranii”, București: Editura Librăriei Socec, 1907
- „Acte și legiuiri privitoare la chestia țărănescă: Seria II: Din domnia regelui Carol”, Ploiești: Progresul, 1907
- „Acte și legiuiri privitoare la chestia țărănescă: Seria II: Din domnia regelui Carol: vol.2”: Legile pentru vânzarea bunurilor statului 1907
- „Acte și legiuiri privitoare la chestia țărănescă: Seria II: Din domnia regelui Carol: vol.4”: Legile pentru vânzarea bunurilor statului, București: Socec & Co, 1908
- „Arhiva senatorilor de la Chișinău și ocupația rusească de la 1806-1812”, București, Institutul de Arte Grafice "Carol Göbl", 1909, 4 volume
- „Păcatele sulgeriului”, Ed. întâi, București, 1912
- „Acțiunea politicii rusești în Țările Române: povestită de organele oficiale franceze”, 1914

### Studii cuprinse în AnaleleAcademiei Române
- „Despre Unguri și episcopiile catolice din Moldova” , 1905
- „Cronica Vascanilor” (judetul Suceava), 1906
- „Despre censura în Moldova”, 1907:
  - vol. 1: „Înființarea censurii de Guvernul provizoriu rus și funcționarea ei sub acel regim: 1828 -1834”
  - vol. 2: „Censura sub Mihaiu Sturza : 1834 -1849”** vol. 3: „Censura cărților evreești în Moldova sub domniile regulamentare”, București, Institutul de Arte Grafice "Carol Göbl", 1907
  - vol. 4: „Censura sub Grigorie Ghyca și desființarea ei”
- „Cum se căutau moșiile in Moldova la începutul veacului XIX : Condica de răfueală a Hatmanului Răducanu Roset cu vechilii lui pe anii 1798-1812”, 1909
- „Un proces de sacrilegiu la 1836 în Moldova”, 1909
- „Amanunte asupra Moldovei dela 1808 la 1812”, 1909
- „Amanunte asupra Terii-Românesti dela 1808 la 1812”, 1909
- „Conflictul dintre Guvernul Moldovei și Mănăstirea Neamțului”, 1910